# Cerkev sv. Marije Alietske, Izola
Cerkev sv. Marije Alietske je najstarejša cerkev v Izoli. Stoji ob Manzioljievem trgu, v samem središču mestnega jedra in je posvečena Marijinemu vnebovzetju.

## Osnovni podatki o cerkvi
Cerkev sv. Marije Alietske se nahaja na Manzolijevem trgu v samem središču mestnega jedra. Cerkveni kompleks sestavljajo cerkev in obokan zvonik. Kompleks spada pod Škofijo Koper.
Cerkev je prvič omenjena leta 1303, kar potrjuje značilna romanska zasnova cerkve, vendar so nekatera arheološka raziskovanja razkrila, da je cerkev na tem mestu kjer danes stoji, obstajala že prej, v obdobju med prvo polovico 11. stoletja in 12. stoletja. Naziv župnijske cerkve je dobila leta 1392 in ga imela do 15. stoletja, ko je bil sedež župnije preseljen v cerkev sv. Mavra. Kljub temu je cerkev sv. Marije Alietske obdržala osrednjo religiozno vlogo vse do pridobitve istrskega območja Jugoslaviji.
Geološka izkopavanja kažejo na to, da cerkev stoji na nekdanji starejši romanski stavbi, ki je bila brez apside in bila pokrita z ravno strukturo, imela je tudi preddverje s stebri vzdolž celotne zunanje stene. Leta 1521 je bila cerkev za eno nadstropje povišana, ko so ob njej zgradili obokan zvonik kakršen je videti še danes. Ena od značilnosti te cerkve je ta, da je neobičajno orientirana in sicer od severa proti jugu, verjetno zato, ker je bila zgrajena z upoštevanjem konfiguracije terena in urbane ureditve srednjeveškega mesteca Izole. V zgodovini ožjega mestnega jedra Izole je imela cerkev osrednjo prostorsko vlogo med pristaniščem, Velikim trgom, Verdijevo ulico in Manzolijevem trgom, ob boku občinske palače in vidnejših meščanskih hiš. Glavna strešna konstrukcija cerkve, ki je bila zgrajena po letu 1760, je narejena iz jekla in ni bila nikoli popravljena in obnovljena.
Sedanjo podobo je cerkev dobila v 18. stoletju in predstavlja edini primer oktogramske zasnove kompozicije cerkve, ki ima križno obokan strop v širši okolici in s tem posledično tipološko zanimivost v Slovenski Istri. Zaradi edinstvene oblike cerkev zagotavlja edinstveno akustiko, ki je pri klasični glasbi izrednega pomena. Cerkev predstavlja tudi pomemben spomenik sakralne kulturne dediščine iz 13. stoletja.
V času Jugoslavije je bila cerkev zaprta in zapuščena. Leta 1993 so začeli cerkev obnavljati potem, ko se je zaradi nevzdrževanja in močnih poškodb bombnih napadov v drugi svetovni vojni, zrušil sprednji del cerkve. Leta 2008 je bila cerkev po dolgi prenovi in drugih restavratorskih delih, odprta in ponovno dana v uporabo, pri tem pa je bila znova posvečena.

## Kronika predelav
- 16. stoletje - Razširitev notranjosti cerkve in dodana majhna krstilnica.
- 1761 - Zgrajena glavna strešna konstrukcija cerkve.
- 1884 - Prenova cerkve z današnjo baročno zgradbo.
- 1901 - Prenova cerkve in zvonika.
- 1993 - Začetek celotne prenove cerkve po več desetletij nevzdrževanja.
- 2008 - Odprtje prenovljene cerkve in ponovna posvetitev.

Skozi stoletja so si sledile številne prenove arhitektonskih slogov. Od gotike je pri vhodu nad cerkvenimi vrati ostala ohranjena lunca z upodobitvijo Marije z detetom.
V notranjosti cerkve se nahajajo trije oltarji, leseni kor in orgle, ki so delo Petra Nakiča, enega najpomembnejših beneških orglarjev. V cerkvi je precej pomemben kip Marije z Jezusom, ki je sestavljen iz nosilne stukture v lesu, prekrita z blagom in malto, okrašena z dekoracijo v gotskem renesančnem slogu.
V cerkvi pogosto prirejajo razne koncerte in druge glasbene prireditve.

## Zvonik in zvonovi
Zvonik se nahaja ob cerkvi, saj je povezan z njo. Zgrajen je bil leta 1521, v času njegove gradnje pa je bila cerkev povišana za eno nadstropje. Zvonik je visok 25 metrov. Sam zvonik je skupni cerkveni kompleks s cerkvijo sv. Marije Alietske. Zgrajen je bil iz značilnega istrskega kamna pozneje pa so čez kamne opremili fasado. Prvič je bil obnovljen leta 1884, ko je bila obnovljena tudi sama cerkev. Prenovljen je bil tudi leta 1901, spet hkrati s cerkvijo.
Ob straneh je zvonik do nivoja podesta pod zvonom ali predela zvona, grajen iz belega kamna. Ob tleh je opremljen še z sivimi ploščatimi kamni, od roba teh kamnov pa do manjšega predela zvona pa je grajen z belo fasado. Od predela zvonov pa do vrha konice je tudi grajen z belo fasado. Na vrhu konice je črn križ z majhno zastavico na kateri piše sv. Marija Alietska. Na straneh križa so še majhni trikotni konci, ki označujejo križ. Na vzhodni strani je zvonik dobil tudi majhno mehansko uro.
Zvonik je bil znova prenovljen v letih 1993 - 2008.
V zvoniku je en majhen zvonec.